# The Business (gruppo musicale)
I Business sono un gruppo skinhead Oi! formatisi nel 1979 a Londra.
Suonarono al loro primo concerto Oi! nel 1981 di spalla ai The 4-Skins e da quella volta vennero sempre associati al circuito Oi!. Quando parte del movimento virò politicamente verso posizioni nazionaliste, i Business presero le distanze da questo ambiente politico, rispondendo con il "Oi Against Racism and Political Extremism...But Still Against the System" tour.
Il loro album "Suburban Rebeles" uscito nel maggio 1983 diverrà una delle pietre miliari dello Streetpunk e della musica Oi!.

## Storia del gruppo
La band fu fondata nel 1979 dai compagni di scuola Steve Kent (chitarra), Micky Fitz (voce), Nick Cunningham (batteria) e Martin Smith (basso). Fecero il loro primo concerto, di fronte ad alcuni amici, nel febbraio 1980 assoldarono come manager Lol Pryor e iniziarono seriamente l'attività live. La prima uscita del gruppo fu la canzone "Out in the Cold" apparsa sulla compilation "A Sudden Surge Of Sound". Suonarono al loro primo concerto Oi! nel 1981 di spalla ai The 4-Skins e da quella volta vennero sempre associati al circuito Oi!. Quando parte del movimento virò politicamente verso posizioni di nazionaliste, i Business presero le distanze da questo estremismo politico, rispondendo con il "Oi Against Racism and Political Extremism...But Still Against the System" tour.

## Formazione
- Mickey Fitz - voce
- Steve Whale - chitarra
- Lol Proctor - basso
- Mickey Fairbairn - batteria

## Discografia
- 1983 - Suburban Rebels
- 1985 - Saturdays Heroes
- 1988 - Welcome To The Real World
- 1991 - 1979-89
- 1994 - Keep The Faith
- 1996 - Loud, Proud And Oi!
- 1996 - Death II Dance
- 1997 - The Truth, The Whole Truth And Nothing But...
- 1998 - The Best Of The Business: 28 Classic Oi Anthems...
- 1999 - Live
- 2000 - Singalong A Business
- 2000 - Mob Mentality
- 2001 - Oi, It's Our Business: The Best Of The Business
- 2001 - The Complete Singles Collection
- 2001 - No Mercy For You
- 2002 - Harry May: The Singles Collection
- 2003 - Hardcore Hooligan